# مندی ایسلاکر
مندی ایسلاکر (آلمانی: Mandy Islacker؛ زادهٔ ۸ اوت ۱۹۸۸) یک بازیکن زن فوتبال اهل آلمان است.
وی در حال حاضر برای تیم اف. اف. سی فرانکفورت بازی می‌کند.

## زندگی شخصی
پدر او نیز بازیکن فوتبال و فوروارد بازنشسته فرانک ایسلاکر و نوهٔ دختری فرانتس ایسلاکر که او هم بازیکن فوتبال بوده می‌باشد.

## پیشهٔ ملی
ایسلاکر یکی از بازیکنان تیم ملی فوتبال زنان در المپیک ۲۰۱۶ بود و به همراه این تیم موفق به دریافت مدال طلای المپیک شد.

### گل‌های ملی
لیست گل‌ها و نتایج در تیم ملی فوتبال زنان آلمان:
| گل‌های ایسلاکر – در تیم ملی فوتبال زنان آلمان | گل‌های ایسلاکر – در تیم ملی فوتبال زنان آلمان | گل‌های ایسلاکر – در تیم ملی فوتبال زنان آلمان | گل‌های ایسلاکر – در تیم ملی فوتبال زنان آلمان | گل‌های ایسلاکر – در تیم ملی فوتبال زنان آلمان | گل‌های ایسلاکر – در تیم ملی فوتبال زنان آلمان | گل‌های ایسلاکر – در تیم ملی فوتبال زنان آلمان |
| #                                            | تاریخ                                        | مکان                                         | تیم حریف                                     | گل زده                                       | نتیجه                                        | رقابت                                        |
| -------------------------------------------- | -------------------------------------------- | -------------------------------------------- | -------------------------------------------- | -------------------------------------------- | -------------------------------------------- | -------------------------------------------- |
| ۱.                                           | ۲۲ اکتبر ۲۰۱۵                                | ویسبادن، آلمان                               | روسیه                                        | ۱–۰                                          | ۲–۰                                          | UEFA Women's Euro 2017 qualifying            |
| ۲.                                           | ۲۵ اکتبر ۲۰۱۵                                | زاندهاوزن، آلمان                             | ترکیه                                        | ۱–۰                                          | ۷–۰                                          | UEFA Women's Euro 2017 qualifying            |
| ۳.                                           | ۲۲ ژوئیه ۲۰۱۶                                | پادربورن، آلمان                              | غنا                                          | ۱۰–۰                                         | ۱۱–۰                                         | دوستانه                                      |
| ۴.                                           | ۲۵ اکتبر ۲۰۱۶                                | آلن، آلمان                                   | هلند                                         | ۱–۰                                          | ۴–۲                                          | دوستانه                                      |
| ۵.                                           | ۲۵ اکتبر ۲۰۱۶                                | آلن، آلمان                                   | هلند                                         | ۲–۰                                          | ۴–۲                                          | دوستانه                                      |

منبع:

## افتخارات

### باشگاهی

#### اف.اف. سی فرانکفورت
- لیگ قهرمانان اروپا زنان: قهرمان فصل ۱۵–۲۰۱۴

#### اف سی آر ۲۰۰۱ دویسبورگ
- بوندس‌لیگا: نایب قهرمان فصلهای ۲۰۰۵–۲۰۰۴، ۲۰۰۶–۲۰۰۵

#### بایرن مونیخ
- بوندس‌لیگا:نایب قهرمان ۰۹–۲۰۰۸

### ملی
- بازی‌های المپیک: مدال طلای المپیک، ۲۰۱۶